# Linia kolejowa nr 245
Linia kolejowa nr 245 Aleksandrów Kujawski – Ciechocinek – jednotorowa, zelektryfikowana linia kolejowa znaczenia miejscowego w województwie kujawsko-pomorskim. Na całym przebiegu posiada również status linii o znaczeniu państwowym. Od 2011 roku linia ta nie jest użytkowana. W czerwcu 2014 na linii przywrócono połączenia sezonowe, które zawieszono we wrześniu tego samego roku. Na linii znajdują się przystanki/stacje w Aleksandrowie Kujawskim, Odolionie oraz Ciechocinku. 

## Historia
Linia została otwarta w 1867 roku jako odnoga linii kolejowej warszawsko-bydgoskiej. Na linii kursowały wtedy pociągi relacji Aleksandrów Kujawski – Ciechocinek i Ciechocinek – Aleksandrów Kujawski. 31 maja 1985 r. linia została zelektryfikowana. Do początków lat dziewięćdziesiątych XX wieku odbywał się po niej również ruch towarowy, głównie transport soli ze znajdującej się na obrzeżach Ciechocinka warzelni. 1 czerwca 2008 roku Urząd Marszałkowski w Toruniu zmienił całkowicie ofertę przewozową na linii – liczbę pociągów ograniczono z 15 do 5 na dobę. Pozostała tylko jedna para pociągów Aleksandrów Kujawski - Ciechocinek, a pozostałe 4 kursowały na trasie Ciechocinek - Aleksandrów Kujawski - Toruń Wschodni.
Linia miała przede wszystkim znaczenie turystyczne. Łączy uzdrowisko w Ciechocinku z linią kolejową nr 18 Kutno – Piła Główna w Aleksandrowie Kujawskim. Pod wpływem protestów Wojciecha Skotnickiego, radnego Powiatu Aleksandrowskiego, z dniem 14 grudnia 2008 roku wznowiono regularne połączenia z Aleksandrowem Kujawskim i Toruniem w ilości 12 pociągów na dobę. W godzinach przedpołudniowych dwa pociągi z Ciechocinka dojeżdżały do stacji Toruń Wschodni. 28 maja 2009 roku spółka o ówczesnej nazwie PKP Przewozy Regionalne zlikwidowała w Ciechocinku kasę biletową; jako argument podano niski przychód z tytułu sprzedaży biletów.
Od 11 grudnia 2011 na linii nastąpiło całkowite wstrzymanie ruchu pociągów osobowych. 21 czerwca 2014 roku prywatny przewoźnik Arriva RP wznowił w soboty i niedziele w okresie do 28 września 2014 roku połączenia kolejowe ze stacją Toruń Wschodni, na odcinku od Ciechocinka do Aleksandrowa Kujawskiego na zasadach komercyjnych. Jednak następnego roku nawet takie sezonowe połączenie nie zostało uruchomione.
W grudniu 2023 r. podpisane zostało porozumienie zmierzające do remontu oraz ponownego uruchomienia kursów na tej linii od września 2024 r. Ostatecznie przetarg na remont linii ogłoszono na początku 2025 roku.

## Przewoźnicy

### Przewozy Regionalne
Do 11 grudnia 2011 przewozy kolejowe na linii obsługiwały Przewozy Regionalne (Polregio). W lipcu 2025 Polregio wygrało przetarg na obsługę połączeń z Torunia i Bydgoszczy od grudnia 2025 do 2030 roku, po wznowieniu ruchu pasażerskiego.

### Arriva RP
Od 21 czerwca 2014 do 28 września tego samego roku prywatny przewoźnik Arriva RP wznowił połączenia weekendowe ze stacją Toruń Wschodni.

### TurKol
16 kwietnia 2016 przewoźnik kolejowy TurKol zorganizował prowadzony zabytkowym parowozem pociąg turystyczny „Tężnia” relacji Toruń Gł. – Ciechocinek.19 kwietnia 2024 TurKol zoorganizował prowadzony lokomotywami SM42-741 i EP07-361 pociąg turystyczny „Tężnia” relacji Toruń Gł. – Ciechocinek – Toruń Gł..

### Stowarzyszenie Kolejowych Przewozów Lokalnych
W 2018 roku polski prywatny przewoźnik kolejowy SKPL wyrażał zainteresowanie uruchomieniem pociągów osobowych na linii nr 245, lecz do realizacji połączeń prowadzonych przez owego przewoźnika nie doszło.

## Czas jazdy
Czas jazdy pociągiem ze stacji początkowej w Aleksandrowie Kujawskim do Ciechocinka według rozkładu wynosił 10 minut, zaś powrót zajmował 11 minut.

## Maksymalne prędkości
W obu kierunkach na całej długości linii prędkość maksymalna wynosi 40 km/h (przy prędkości konstrukcyjnej 80 km/h).